# VII район (Турку)
VII район (фін. VII kaupunginosa швед. VII stadsdel) — один із центральних районів міста Турку, що входить до Центрального територіального округу. 

## Географічне положення
Район розташований на західному березі річки Аурайокі, між вулицями Ауракату (фін. Aurakatu і Пуйстокату. Межує з VI районом, прилягаючи до торгової площі. 

## Пам'ятки
На території VII району розташовані: центральний залізничний вокзал, міський ринок і торговий комплекс "Hansa".  
З архітектурних будівель примітні ті, що побудовані у 1906 в стилі модерн, церква адвентистів Бетел, а також виконаний в стилі функціоналізму комплекс будівель католицької парафії. 
З навчальних закладів в районі розташована будівля класичного ліцею та двох міських шкіл. 

## Населення
У 2007 в районі проживало 8 877 осіб. 
У 2004 населення району становило 8 749 осіб, з яких діти молодше 15 років становили 5,06%, а старше 65 років — 22,53%. Фінською мовою в якості рідної володіли 89,04%, шведською — 8,66%, а іншими мовами — 2,30% населення району. 